# Abayubá Ibáñez
Abayubá Ibáñez Bentancour (Sayago, Uruguay) fue un futbolista uruguayo que jugaba de mediocampista.

## Selección nacional
Fue internacional con la selección de fútbol de Uruguay jugando 13 partidos,  entre 1964 y 1971.

### Participaciones en Campeonatos Sudamericanos
| Copa                         | Sede    | Resultado |
| ---------------------------- | ------- | --------- |
| Campeonato Sudamericano 1967 | Uruguay | Campeón   |

## Estadísticas

### Clubes
| Club              | País    | Año         |
| ----------------- | ------- | ----------- |
| Liverpool         | Uruguay | 1962 - 1966 |
| Defensor Sporting | Uruguay | 1967 - 1971 |
| Liverpool         | Uruguay | 1972 - 1975 |

## Palmarés

### Títulos nacionales
| Título           | Club      | País    | Año  |
| ---------------- | --------- | ------- | ---- |
| Segunda División | Liverpool | Uruguay | 1966 |